# 鄭大培
鄭大培（英語：Ta-Pei Cheng，1941年—），生于上海，后移居香港，美籍华裔理論物理學家、美國物理院院士。曾任美國密蘇里大學物理系教授、香港大學榮譽教授。

## 簡歷
畢業於香港培正中學。其後赴美留學，在美國達特茅斯學院完成學士學位。之後於洛克斐勒大學跟隨指導教授亞伯拉罕·派斯研究粒子物理，並於1969年獲得博士學位。
其後於普林斯頓高等研究院、洛克斐勒大學等學術機構擔任研究員。自1973年起於密蘇里大學聖路易斯分校物理系任教，期間擔任過系主任的職務，於2007年轉為榮譽教授。於1982年被選為美國物理學會院士。
曾在明尼蘇達大學、加州大學、普林斯頓高等研究院等進行學術訪問。2002年到2008年於香港大學擔任榮譽教授。2009年起於波特蘭州立大學兼任物理系教職。
與李靈峰合作著有 "Gauge Theory of Elementary Particle Physics" 和 "Gauge Theory of Elementary Particle Physics: Problems and Solutions"
"Gauge Theory of Elementary Particle Physics" 一書主要內容基於李靈峰在卡內基美隆大學隆擔任教授期間的授課講義，以及1981年舉辦於中國合肥的暑期學校所使用之材料，並增添鄭大培於各研討會所討論的內容加以彙整而成。是一本有關量子場論的重要著作。
鄭大培育有三子，其配偶為蘇友貞女士。

## 研究
鄭大培的研究主要關注於粒子物理理論，尤其關注於規範理論與夸克結構。首先展示了質子或中子可能帶有部分的奇夸克，以及討論μ子衰變成電子此過程在物理研究上的應用。

## 著作

### 書籍
- "Gauge Theory of Elementary Particle Physics" (Oxford University Press,1984; paperback 1988; Russian translation 1989; Chinese issue 2008)
- "Gauge Theory of Elementary Particle Physics: Problems and Solutions" (Oxford, 2000)
- "Relativity, Gravitation and Cosmology: a Basic Introduction" (Oxford, 2005)

## 學術榮譽
- 1982年 美國物理學會院士
- 2002年 美中西區華人學術研討會「傑出學人獎」